# Баувместер, Геррит
Геррит Баувместер (нидерл. Gerrit Bouwmeester; 11 августа 1892, Харлем — 1 февраля 1961, Гаага) — нидерландский футболист, выступал на позиции защитника и полузащитника. В начале XX века выступал за команды ХФК (Харлем) и ХВВ Ден Хааг (Гаага).
В составе национальной сборной Нидерландов провёл одну игру. Дебютировал 28 апреля 1912 года в товарищеском матче против сборной Бельгии, завершившемся победой нидерландцев со счётом 4:3.

## Личная жизнь
Геррит родился в августе 1892 года в городе Харлем. Отец — Питер Корнелис Баувместер, мать — Майке Бюрман, оба родителя были родом из общины Харлеммермер. Помимо Геррита, в семье было ещё две дочери — Лена и Анна Элизабет.
Женился в возрасте двадцати пяти лет — его избранницей стала 21-летняя Якомина Геше тен Увер, уроженка Харлема. Их брак был зарегистрирован 10 января 1918 года в Харлеме. На момент женитьбы работал инженером на шахте. В декабре 1936 года супруги развелись.
Умер 1 февраля 1961 года в Гааге в возрасте 68 лет.

## Статистика

### Матчи Баувместера за сборную Нидерландов
| Матчи Баувместера за сборную Нидерландов | Матчи Баувместера за сборную Нидерландов | Матчи Баувместера за сборную Нидерландов | Матчи Баувместера за сборную Нидерландов | Матчи Баувместера за сборную Нидерландов | Матчи Баувместера за сборную Нидерландов |
| ---------------------------------------- | ---------------------------------------- | ---------------------------------------- | ---------------------------------------- | ---------------------------------------- | ---------------------------------------- |
| №                                        | Дата                                     | Соперник                                 | Счёт                                     | Голы Баувместера                         | Соревнование                             |
| 1                                        | 28 апреля 1912                           | Бельгия                                  | 4:3                                      | —                                        | Кубок Rotterdamsch Nieuwsblad 1912       |

Итого: 1 матч / 0 голов; 1 победа, 0 ничьих, 0 поражений.